# Lappmes
Lappmes (Poecile cinctus) är en fågel som tillhör familjen mesar. Av alla mesar är det den som har det allra nordligaste utbredningsområdet och den enda mesart som förekommer både i Europa, Asien och Nordamerika. Fågeln påträffas huvudsakligen i gammal, gles barrskog, men även i viss utsträckning i fjällbjörkskog. Den minskar i antal, men det globala beståndet anses ändå vara livskraftigt.

## Utseende

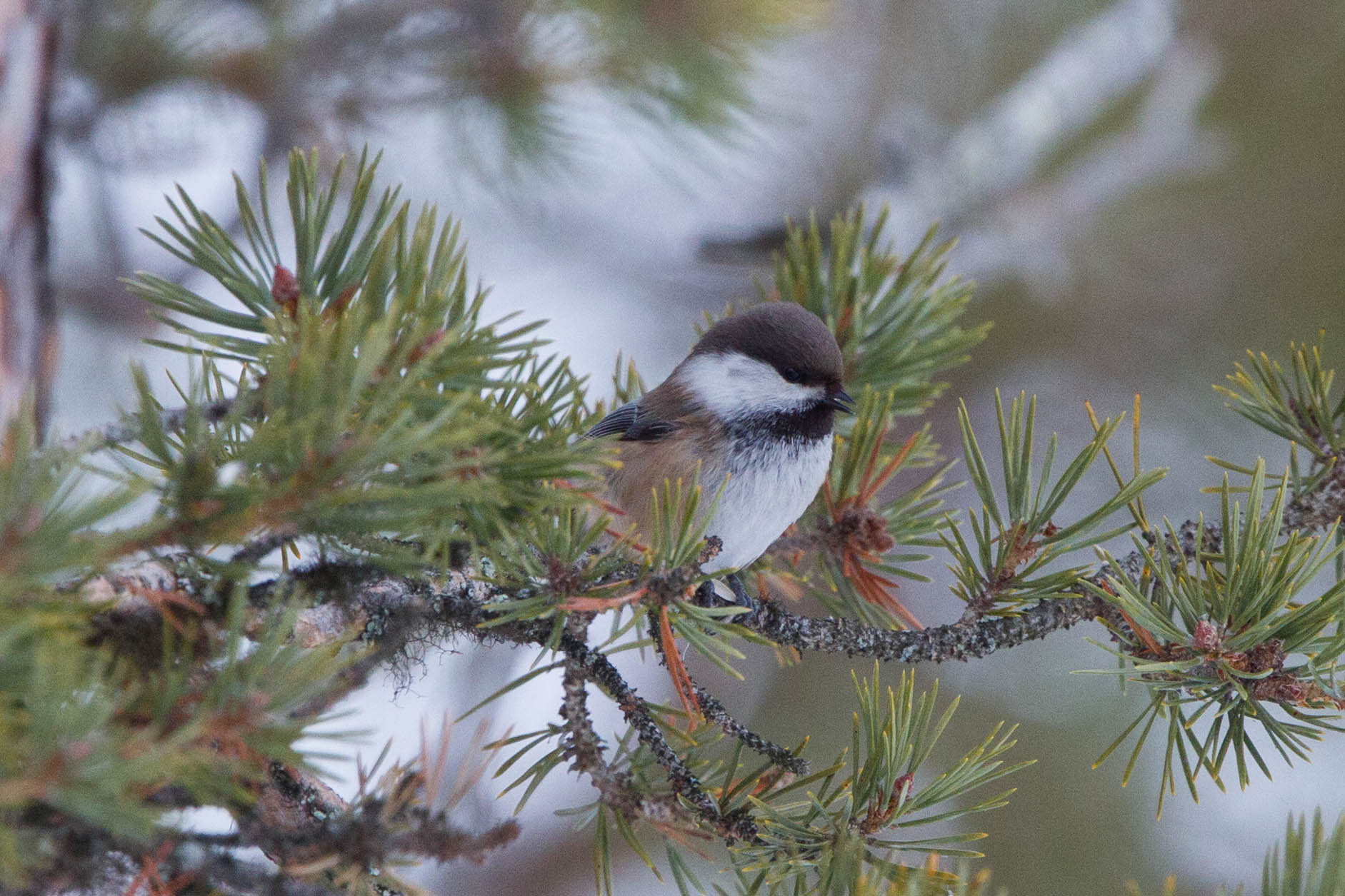

Lappmesen är en rätt långstjärtad och stor mes som mäter 12–14 cm och väger 11–14 gram. Den påminner om titorna, men dess fjäderdräkt är yvigare och hättan är mörkt gråbrun och inte svart, utom närmast ögat och näbben. Kinderna är vita och hakan svart. Ryggen har en varmt brun ton, kroppssidan är rostbrun och buken ljusgrå. Ovansidan av vinge och stjärt är mörk men stjärt- och vingpennor har tydliga vita bräm vilket ger dem, som helhet, en ljusare grå nyans. Vingundersidan är ljus. Ögat är svart, likaså näbben som är liten och spetsig.

## Läte
Sången består av dels ett surrande "tji-yrr tji-yrr tji-yrr...", dels ett entitelikt "tje-tje-tje-tje-...". Locklätet är mycket likt talltitans, ett "zi-zi täh täh täh täh", men med inte lika utdragdna och betonade toner.

## Utbredning och systematik
Lappmesen förekommer i norra Skandinavien, norra Asien och Nordamerika i Alaska och allra nordvästligaste Kanada. Merparten är stannfåglar, men ungfåglar kan vissa år vandra i stor omfattning. Den delas vanligtvis upp i fyra underarter:
- europeisk lappmes[7] Poecile cinctus lapponicus – förekommer i Fennoskandia, på södra Kolahalvön och i norra Europeiska Ryssland
- Poecile cinctus cinctus – från norra Uralbergen till Berings hav och nordöstra Mongoliet
- Poecile cinctus sayanus – från bergsområdena Altaj, Sajan och Tannu-Ola till nordvästra Mongoliet
- Poecile cinctus lathami – barrskogsområden i Alaska och nordvästra Kanada

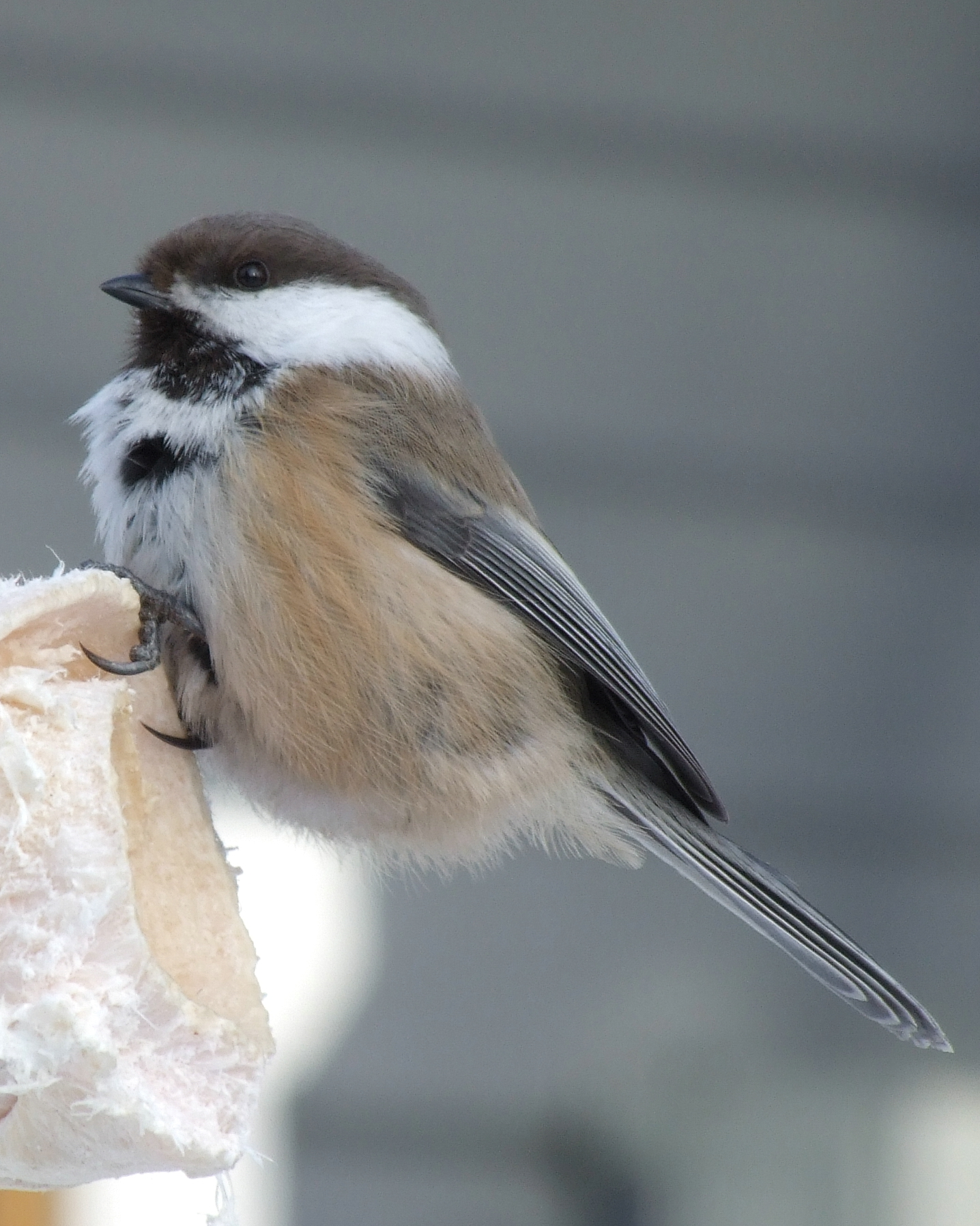
Lappmes av underarten lapponicus i Kittilä, Finland.

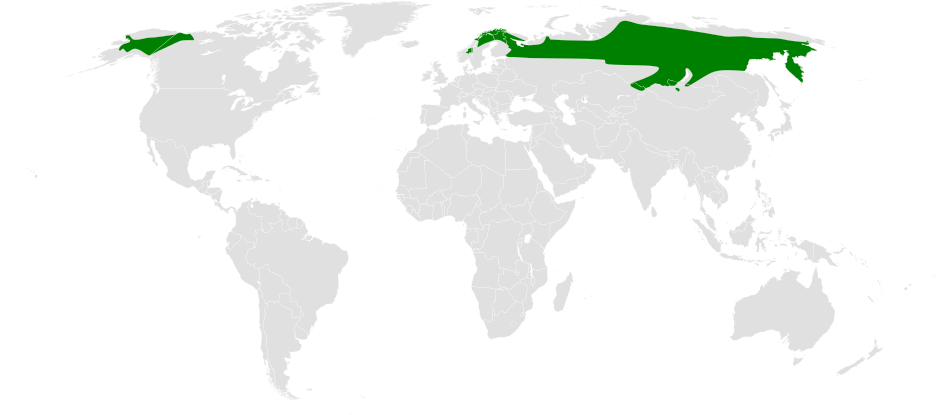
Lappmesens utbredningsområde i grönt.

Tre fynd finns även från Estland.

### Förekomst i Sverige
Lappmesens utbredningsområde i Skandinavien är tudelad, dels från nordvästra Dalarna norrut till i höjd med Funäsdalen i mellersta Härjedalen, dels norrut från Hotagen–Strömsund i norra Jämtland.

### Släktestillhörighet
Lappmesen placerade tidigare i det stora messläktet Parus, i släktgruppen Poecile som omfattade arter som entita och talltita. De arter som brukar anses vara närmast besläktad med lappmesen är de amerikanska arterna kanadames (P. hudsonicus) och rostmes (P. rufescens). Data från jämförande studier av DNA och morfologi visade att en uppdelning av släktet bättre beskriver mesfåglarnas släktskap varför de flesta auktoriteter idag behandlar Poecile som ett distinkt släkte.
Det vetenskapliga namnet Poecile har ofta kategoriserats som femininum vilket resulterat i att artepitetet stavats cincta. Men Johann Jakob Kaup, auktor för taxonet Poecile, specificerade inte detta och genom att följa regelverket uppsatt av ICZN så måste släktnamnet kategoriseras som maskulinum vilket ger att artepitet förblir cinctus 

## Ekologi

### Biotop
Lappmesen förekommer främst i områden med sammanhängande äldre gles barrskog, men häckar även i mindre utsträckning i fjällbjörkszonen. Underarten lapponicus anses inte vara knuten till något speciellt trädslag men föredrar glesa barrskogar med rikt lövinslag vilket främst förekommer i höjdlägesskogar i övre delen av barrskogsregionen. Den södra randpopulationen i Sydnorge påträffas i lavrik tallskog på hög höjd upp till 650 meter över havet. Nominatformen i Asien och den amerikanska populationen förekommer främst i barrskog.

### Föda
Lappmesen lever främst av ryggradslösa djur men äter även frön, fett och andra animaliska produkter beroende på tillgång och årstid. I häckningsreviret hamstrar den mat i grenspetsar, grenklykor, barrbaser och under barkflagor. Man har inte kunnat påvisa att den föredrar något specifikt mikrohabitat utan födosöker i träd av olika storlek, i olika delar av träd och på olika höjd i träden. Dock födosöker den sällan på marken. Vintertid uppträder den ibland i födosökande blandflockar, så kallade meståg.

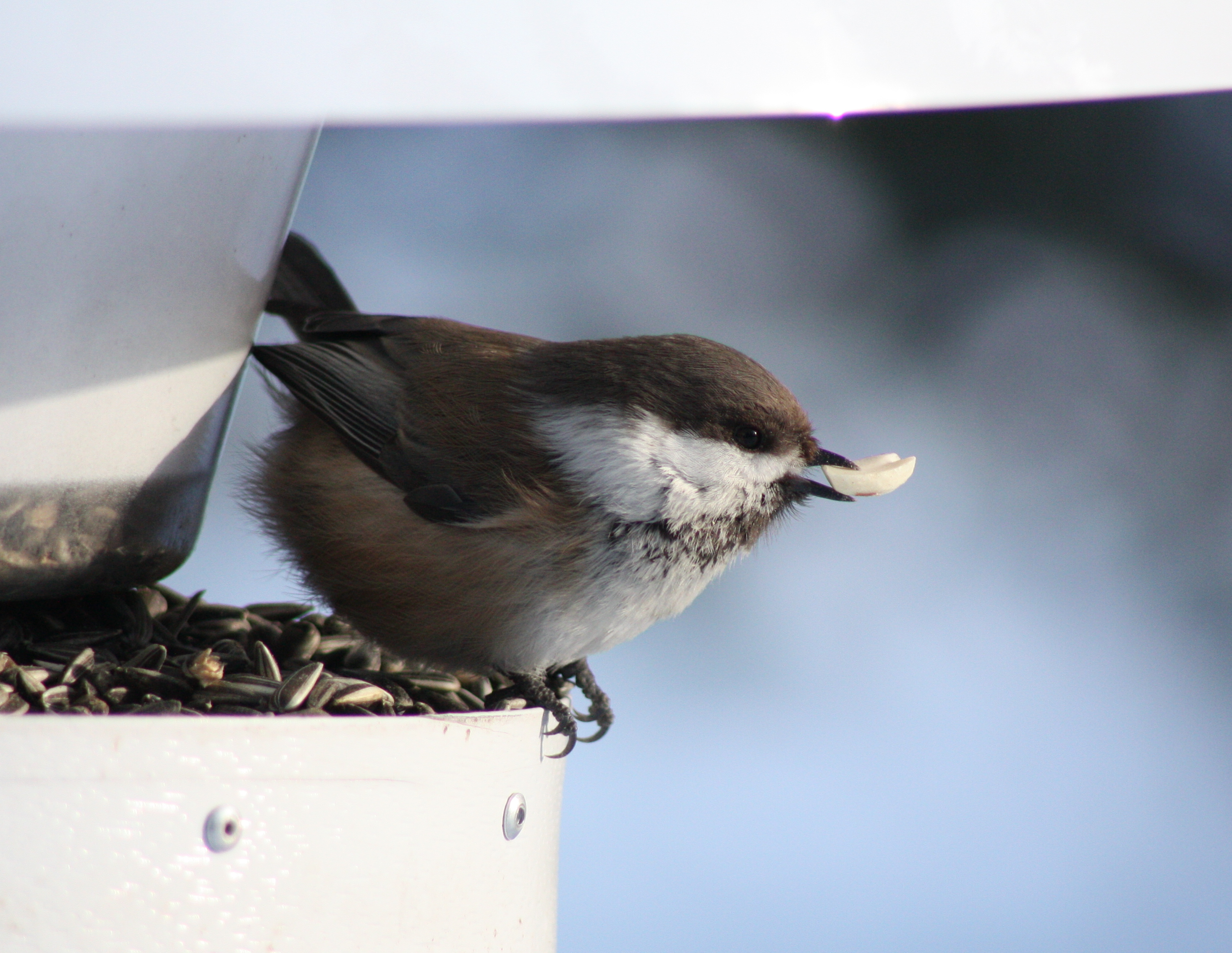
Lappmes vid fågelmatare.

### Häckning

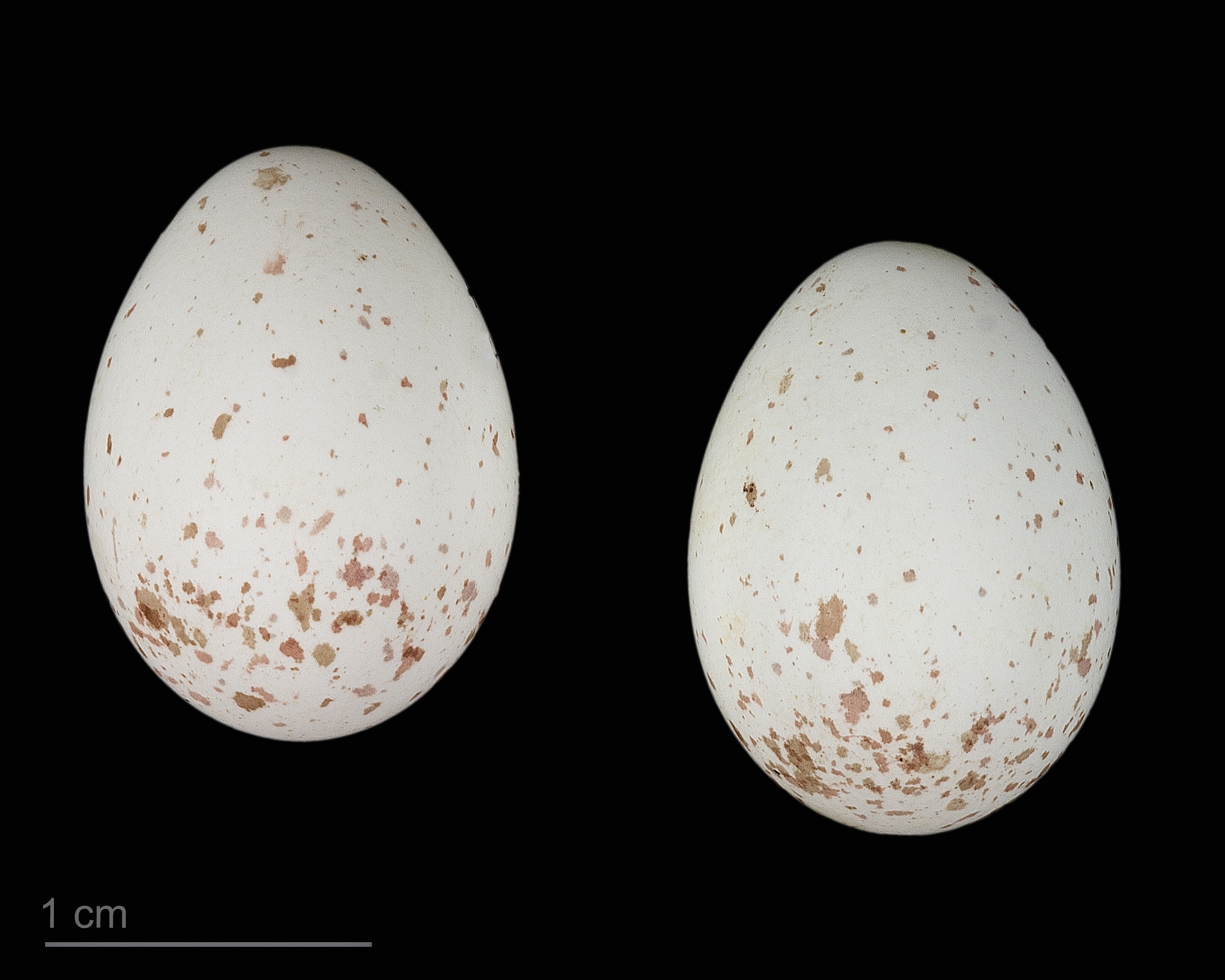
Poecile cinctus lapponicus

Lappmesen placerar boet i naturliga håligheter och hackspetthål i stående träd och högstubbar men även i holkar. Boet består av hoplagd mossa, renhår och liknande. Vintertid nyttjas även liknade håligheter som sovplatser. Den lägger sex till tio ägg som ruvas i 15–18 dygn och ungarna blir flygga efter 19–20 dagar. Ungar och föräldrar håller samman i grupp under tidig höst, för att senare splittras och under mitten av vintern uppträder nästan enbart adulta fåglar i reviren.

## Lappmesen och människan

### Status och hot
Lappmesen har ett mycket stort utbredningsområde och en stor population som består av flera miljoner individer. Rich et al. uppskattade 2004 det globala beståndet till två miljoner individer. Enligt uppskattningar från 2015 består enbart den europeiska populationen av mellan 1 170 000 och 1 950 000 par, vilket extrapolerat på hela utbredningsområdet skulle ge en världspopulation på hela 15,6–26 miljoner vuxna individer. Arten tros dock minska i antal, både globalt och specifikt i Europa Klimatförändringar och modernt skogsbruk kan möjligen ligga bakom. Trots detta anses den inte vara hotad. Internationella naturvårdsunionen IUCN kategoriserar den som livskraftig.
Den skandinaviska populationen är ganska liten och minskande: Finland 30 000–60 000 par (1998–2004), Norge 10 000–25 000 par (1990–2003) och Sverige 34 000–78 000 par. I Sverige listades den som sårbar (VU) i 2015 års rödlista, men har i 2020 års rödlista nedgraderats till nära hotad (NT) efter data som visar att minskningen har avtagit.
I studier har man påvisat att flygga juveniler som föds upp i naturskog har högre överlevnad och högre vikt än de som föds upp i gallrad skog. Även födobrist har visat sig vara en viktigare faktor än predation för överlevnaden i bostadiet. Då arten behöver sammanhängande barrskogsområden med rikt inslag av lövträd är fragmentisering av dessa typer av biotoper ett hot mot arten.

### Namn
Lappmesen har även kallats lapptita och sibirisk mes. Dess vetenskapliga artnamn cinctus betyder "bandad".